# Сент-Аман-де-От-Терр
Сент-Ама́н-де-От-Терр (фр. Saint-Amand-des-Hautes-Terres) — колишній муніципалітет у Франції, у регіоні Нормандія, департамент Ер. Населення — 282 осіб (2011).
Муніципалітет був розташований на відстані близько 115 км на захід від Парижа, 27 км на південний захід від Руана, 29 км на північний захід від Евре.

## Історія
До 2015 року муніципалітет перебував у складі регіону Верхня Нормандія. Від 1 січня 2016 року належав до нового об'єднаного регіону Нормандія.
1 січня 2016 року Сент-Аман-де-От-Терр і Амфревіль-ла-Кампань було об'єднано в новий муніципалітет Амфревіль-Сент-Аман.

## Демографія
Динаміка населення (INSEE ):
Розподіл населення за віком та статтю (2006):
| Стать | Всього | До 15 років | 15-24 | 25-44 | 45-64 | 65-85 | Понад 85 |
| --- | ------ | ----------- | ----- | ----- | ----- | ----- | -------- |
| Чоловіки | 140    | 24          | 12    | 12    | 72    | 20    | 0        |
| Жінки | 133    | 8           | 16    | 24    | 65    | 20    | 0        |
| \| Статево-вікова піраміда \| Статево-вікова піраміда \| Статево-вікова піраміда \| \| ----------------------- \| ----------------------- \| ----------------------- \| \| Чоловіки \| Вік \| Жінки \| \| 0 \| 85 + \| 0 \| \| 0 \| 80-84 \| 0 \| \| 0 \| 75-79 \| 8 \| \| 8 \| 70-74 \| 4 \| \| 12 \| 65-69 \| 8 \| \| 16 \| 60-64 \| 8 \| \| 28 \| 55-59 \| 8 \| \| 0 \| 50-54 \| 41 \| \| 28 \| 45-49 \| 8 \| \| 12 \| 40-44 \| 16 \| \| 0 \| 35-39 \| 8 \| \| 0 \| 30-34 \| 0 \| \| 0 \| 25-29 \| 0 \| \| 4 \| 20-24 \| 4 \| \| 8 \| 15-20 \| 12 \| \| 8 \| 10-14 \| 4 \| \| 12 \| 5-9 \| 4 \| \| 4 \| 0-4 \| 0 \| |        |             |       |       |       |       |          |
| Статево-вікова піраміда |        |             |       |       |       |       |          |
| Чоловіки | Вік    | Жінки       |       |       |       |       |          |
| 0 | 85 +   | 0           |       |       |       |       |          |
| 0 | 80-84  | 0           |       |       |       |       |          |
| 0 | 75-79  | 8           |       |       |       |       |          |
| 8 | 70-74  | 4           |       |       |       |       |          |
| 12 | 65-69  | 8           |       |       |       |       |          |
| 16 | 60-64  | 8           |       |       |       |       |          |
| 28 | 55-59  | 8           |       |       |       |       |          |
| 0 | 50-54  | 41          |       |       |       |       |          |
| 28 | 45-49  | 8           |       |       |       |       |          |
| 12 | 40-44  | 16          |       |       |       |       |          |
| 0 | 35-39  | 8           |       |       |       |       |          |
| 0 | 30-34  | 0           |       |       |       |       |          |
| 0 | 25-29  | 0           |       |       |       |       |          |
| 4 | 20-24  | 4           |       |       |       |       |          |
| 8 | 15-20  | 12          |       |       |       |       |          |
| 8 | 10-14  | 4           |       |       |       |       |          |
| 12 | 5-9    | 4           |       |       |       |       |          |
| 4 | 0-4    | 0           |       |       |       |       |          |

## Економіка
2010 року серед 193 осіб працездатного віку (15—64 років) 127 були активними, 66 — неактивними (показник активності 65,8%, у 1999 році було 71,1%). З 127 активних мешканців працювало 119 осіб (64 чоловіки та 55 жінок), безробітними було 8 (7 чоловіків та 1 жінка). Серед 66 неактивних 17 осіб було учнями чи студентами, 37 — пенсіонерами, 12 були неактивними з інших причин.

У 2010 році в муніципалітеті числилось 112 оподаткованих домогосподарств, у яких проживали 279,0 особи, медіана доходів виносила 24 968 євро на одного особоспоживача